# 源族
源族（越南语：／）是居住在越南广平省宣化县和明化县的一个未定义民族。
关于源族是否是一个独立的民族，目前还没有达成共识。2004年10月19日在广平省洞海市召开的民族鉴定科学会议上，有人建议将源族分别列入芒族、土族或哲族，也有意见将源族划为独立的少数民族。
源族一般与阿楞族和哲族共居，他们经常声称自己是从其他京族聚居区迁徙到宣化县和明化县的京族。